# 重イオン
重イオン（じゅうイオン）とは、相対的に重い原子のイオンのことを指す。大体炭素以上の重たい原子のイオンのことを指すが、リチウム以上の物をさすこともある。加速器の分野で使われる用語で、重イオン加速器で加速してビームとし重粒子線として扱う。
応用分野としては、炭素イオン線などを患部に照射する重粒子線がん治療や、重粒子線を標的に照射して得られた不安定核を二次ビームとしてあつかうRIビーム等がある。

## 炭素イオン線
重粒子線の一種である炭素イオン線（たんそイオンせん、英語：carbon ion beam）は、炭素原子を加速器で高速に加速したものである。
放射線医学総合研究所と兵庫県立粒子線医療センターは炭素イオン線と陽子線を用いてがん治療をしている。放射線医学総合研究所の重粒子線医科学センター病院ではHIMACを使っている。
炭素イオン線はDNAに致命的な損傷を与え細胞分裂を抑えるため、がん治療に用いられている。エックス線を当ててもDNAの障害が一部回復してしまうのに対し、炭素イオン線はDNAに致命的なダメージを与えるため回復しにくい。
また、細胞が増えるとき、DNA合成期になると、エックス線が効きにくいのに対し、炭素イオン線は効果が高い。
さらに、ブドウ糖を多く摂取し酸素不足になったがん細胞にはエックス線やガンマ線が効きにくいのに対して、炭素イオン線は直接作用が大きいため、二倍の効果を発揮できる。そして、正常組織に対する影響が少ないというのも特徴である。
しかし、すべてのがんがとりつくせるわけではない。また、高額な治療費がかかると言われている。